# Megachile nudiventris
Megachile nudiventris är en biart som beskrevs av Smith 1853. Megachile nudiventris ingår i släktet tapetserarbin, och familjen buksamlarbin. Inga underarter finns listade i Catalogue of Life.